# Xã Jackson, Quận Monroe, Pennsylvania
Xã Jackson (tiếng Anh: Jackson Township) là một xã thuộc quận Monroe, tiểu bang Pennsylvania, Hoa Kỳ. Năm 2010, dân số của xã này là 7.033 người.